# Клецин
Клецин (њем. Kletzin) општина је у њемачкој савезној држави Мекленбург-Западна Померанија. Једно је од 69 општинских средишта округа Демин. Према процјени из 2010. у општини је живјело 821 становника. Посједује регионалну шифру (AGS) 13052095.

## Географски и демографски подаци
Клецин се налази у савезној држави Мекленбург-Западна Померанија у округу Демин. Општина се налази на надморској висини од 3 метра. Површина општине износи 27,3 km². У самом мјесту је, према процјени из 2010. године, живјео 821 становник. Просјечна густина становништва износи 30 становника/km².